# Âqen
Dans la mythologie égyptienne, Âqen est un dieu du monde souterrain, de la mort et des nécropoles ; il conduisait le bateau qui emmenait les défunts dans le monde des morts. Ainsi ces derniers étaient protégés par le dieu solaire Rê pendant la périlleuse traversée.
Âqen est mentionné fréquemment dans les textes des pyramides. Ce dieu devait être réveillé par Maâ, le conducteur de la barque solaire, quand il arrivait avec son bateau, accompagné de Rê et de sa suite.